# Baía de Ungava

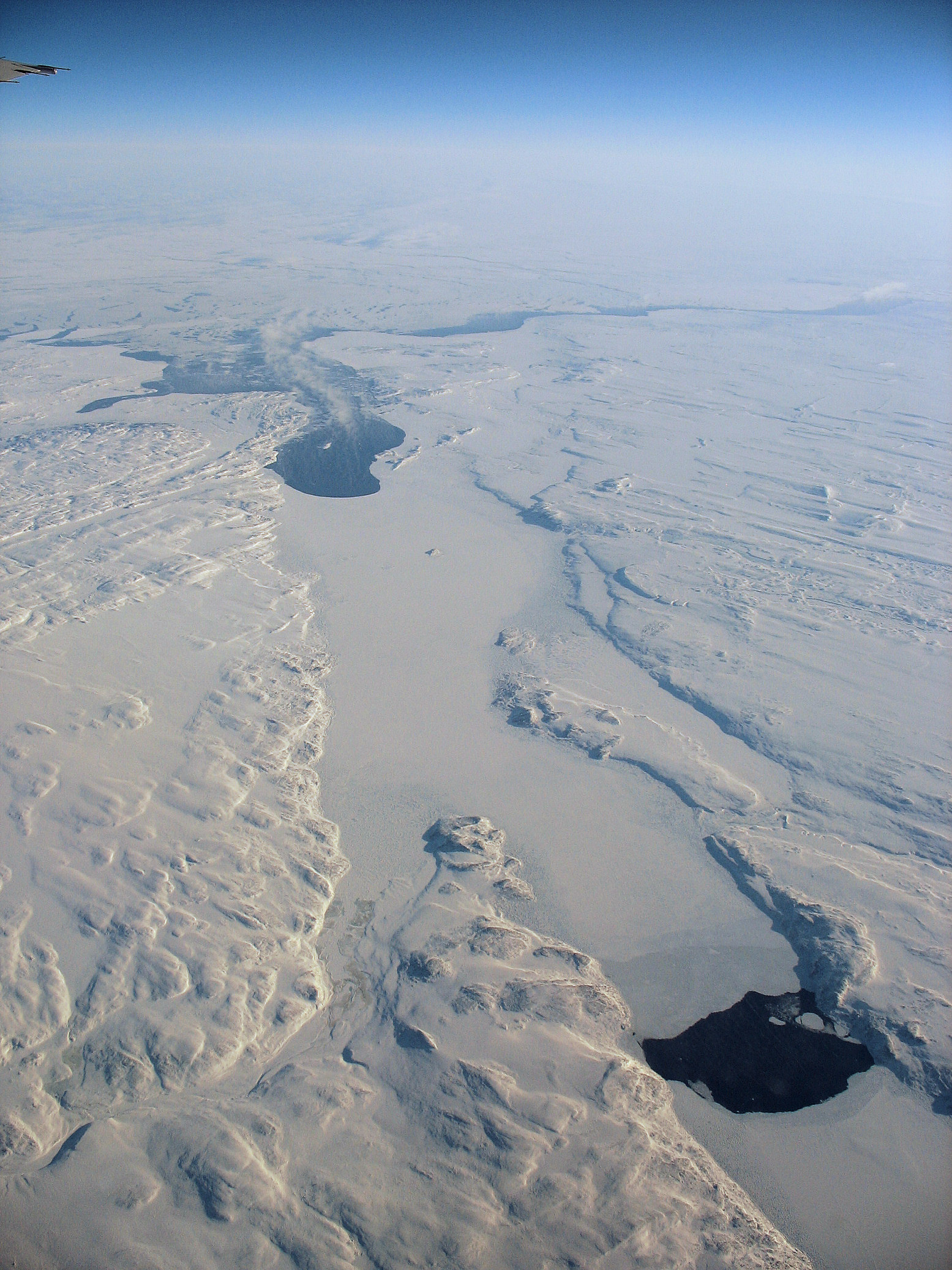
Baía de Ungava, gelada

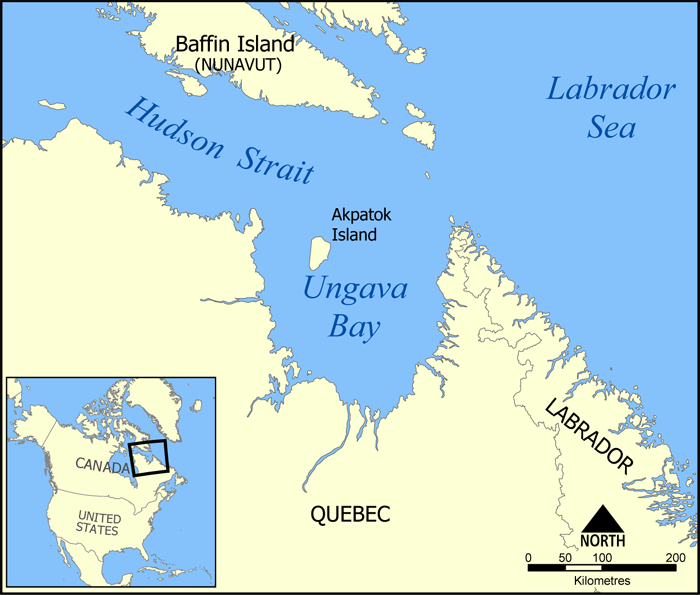
Mapa da Baía de Ungava

A Baía de Ungava (em francês:  Baie d'Ungava) é uma grande baía localizada no nordeste do Canadá, a sul do  estreito de Hudson, e que separa Nunavik (agora o norte do Quebec) da Ilha de Baffin.
A baía tem forma sensivelmente quadrada, com os vértices arredondados. Tem área aproximada de 33 000 km², com largura de 260 km e comprimento de 280 km. Tem em geral pouca profundidade, embora na fronteira com o Oceano Atlântico se alcancem profundidades de 300 metros.